# 黃桂鋆
黃桂鋆（1858年—1903年），原名桂清，字伯香，號養吾，貴州省安順府鎮寧州人，清朝政治人物。

## 生平
光緒九年（1883年）癸未科進士，二甲八十一名，同年五月，改翰林院庶吉士。光緒十二年四月，散館，授翰林院編修。歷任雲南鄉試主考、福建道監察御史、北京巡防五城街監察御史、廣西思恩府知府、湖南衡州府知府、四川保寧府知府。
光緒二十九年（1903年）卒于杭州，年四十五。